# Czaszka nowa
Czaszka nowa, czaszka kręgowa (łac. neocranium) – filogenetycznie młodsza część czaszki występująca u owodniowców.
W obrębie mózgoczaszki wyróżnić można, biorąc pod uwagę jej filogenezę, dwie części. Śladem po tym jest liczba nerwów czaszkowych. Podczas gdy u bezżuchwowców, ryb i płazów występuje tylko 10 par nerwów czaszkowych, u gadów, ptaków i ssaków czaszka unerwiona jest przez 12 par nerwów czaszkowych. Nerwy dodatkowy (XI) i podjęzykowy (XII), obecne u owodniowców, nie są spotykane u bardziej bazalnych kręgowców.
Wyjaśnienia tego faktu szuka się w rozwoju filogenetycznym kręgowców. Czaszkę spotykaną u ryb czy płazów nazywa się praczaszką. Natomiast u gadów, ptaków czy ssaków występuje o wiele bardziej rozwinięte mózgowie. W efekcie obejmuje go prócz praczaszki jeszcze młodsza część ich czaszki, zwana właśnie czaszką nową. Rozwinęła się ona ze sklerotomów potylicznych (sklerotomy to mezenchymatyczne zawiązki kręgów tworzące się w czasie rozwoju zarodkowego z mezodermy przyosiowej). Nazywa się ją więc także czaszką rdzeniową. Powstanie fragmentu czaszki z zawiązków kręgów potwierdza częściowo teorię kręgowego pochodzenia czaszki Okena i Goethego, obaloną w przypadku pozostałej większej części czaszki, czyli praczaszki. Niespotykany u bazalnych kręgowców nerw dodatkowy powstał z nerwu błędnego, natomiast nerw podjęzykowy powstał ze zlania kilku nerwów rdzeniowych, włączonych w obręb czaszki.